# Lieselotte Wohlgenannt
Lieselotte Wohlgenannt (* 15. Juli 1931 in Stuttgart; † 29. Mai 2020 in Bregenz) war eine österreichische Schriftstellerin, Sozialwissenschaftlerin und Sozialkritikerin.

## Ausbildung und Beruf
Lieselotte Wohlgenannt besuchte die Handelsakademie in Bregenz und schloss diese mit der Matura ab. Danach arbeitete sie 15 Jahre in der Lebensmittelindustrie in Vorarlberg. Danach begann sie ein Studium der Sozialwissenschaften in Paris und schloss dieses mit Licence-ès-sciences sociales und dem Doktorat ab.
Von 1968 bis 1977 war sie im Nationalbüro der Katholischen Schulen (Bureau de l'Enseignement Catholique du Congo) in Zaire (Demokratische Republik Kongo) und im Secrétariat de l'Enseignement Catholique pour l'Afrique et Madagascar tätig. 1973 arbeitete sie im Auftrag des Österreichischen Entwicklungsdienstes eine Studie zur sozialen und ökonomischen Entwicklung des Bistums Bokungu-Ikela im Kongo aus.
Von 1977 bis 1992 war sie wissenschaftliche Mitarbeiterin der Katholischen Sozialakademie Österreichs und war nach ihrer Pensionierung ehrenamtlich weiter tätig. Ihre besonderen Arbeitsschwerpunkte waren im Bereich der Familie/Familienpolitik, Frauen/Frauenpolitik, Sozialstaat, Sozialversicherungen, Grundeinkommen, Katholische Soziallehre und Sozialethik. Sie war Mitbegründerin des „Netzwerks Grundeinkommen und sozialer Zusammenhalt“ in Österreich (B.I.E.N. Austria) und vertrat diese bei europäischen und internationalen BIEN-Kongressen.
In zahlreichen Vorträgen, Diskussionsveranstaltungen und Seminaren thematisierte sie Fragen der gesellschaftlichen Entwicklung, insbesondere zur Zukunft der Arbeit, Armut, Alternative Ökonomie, Solidarität, Familienbesteuerung, Pensionsreform, Experimentelle Arbeitsmarktpolitik und insbesondere auch Fragen der Frauenpolitik (z. B. Frauenarmut, Frauengleichbehandlung, Alleinerziehende). Im Hinblick auf Fragen zu einer aktiven Gewaltlosigkeit arbeitete sie mit Jean Goss und Hildegard Goss-Mayr zusammen und in Publikationen des Internationalen Versöhnungsbundes. Im Rahmen eines Projekts der katholischen Kirche in Burundi zur Versöhnung und Zusammenarbeit im Konflikt zwischen den Bevölkerungsgruppen und bei Teilnahme an UNIDO-Konferenzen in Wien konnte sie ihre Erfahrung aus den 1960er- und 1970er-Jahren in Afrika einbringen.

## Bedingungsloses Grundeinkommen
In Österreich wurden die ersten Vorschläge für ein bedingungsloses Grundeinkommen von Lieselotte Wohlgenannt und Herwig Büchele vorgelegt. Mit dem Vortrag In Freiheit tätig sein (Freedom to do) legte sie dieses Konzept 2007 bei einer Enquete im Europäischen Parlament dar.
Sie wurde in Zusammenhang mit der wissenschaftlichen Grundlagenforschung und Ausarbeitung von Vorschlägen und Forderungen an die Politik nach einem bedingungslosen Grundeinkommen auch als Grande Dame bzw. Vordenkerin des Grundeinkommens bezeichnet.
Anlässlich ihres 85. Geburtstag (2016) plädiert sie u. a. für die Einführung einer Ressourcensteuer, um das bedingungslose Grundeinkommen zu finanzieren. Wirtschaftliche Profite aus den Allgemeingütern, wie Land, Luft, Energie etc., sollen damit allen Menschen zugutekommen.
Aufgrund ihres Engagements und ihrer Bedeutung als Grundlagenforscherin und Sozialkritikerin fanden zwei Grundeinkommens-Kongresse in Wien statt (1996 und 2005).
Philippe van Parijs schrieb in einem Nachruf auf Lieselotte Wohlgenannt: Zusammen mit Irlands Maire Mullarney und Schottlands Annie Miller war sie eine dieser starken, engagierten, selbstlosen Frauen, die dazu beigetragen haben, die zerbrechliche Flamme des Grundeinkommens am Leben zu erhalten, lange bevor sie die Welt entzündete.

## Auszeichnung
- Bundes-Ehrenzeichen für hervorragende Leistungen in den Bereichen Erwachsenenbildung (2011).[1][2]